# Apelsinsmyg
Apelsinsmyg (Euneornis campestris) är en fågel i familjen tangaror inom ordningen tättingar.

## Utseende och läte
Apelsinsmygen är en liten finkliknande tangara med kort och något nedåtböjd näbb. Hanen är glansigt blå- eller blygrå, men kan verka helsvart i dåligt ljus. Strupen är karakteristiskt tegelröd. Honan har varmbrun rygg som kontrasterar med mörkgrå hjässa. Bland lätena hörs ljusa och tunna "tsit-tsit", med andra tonen ljudligare och högre i tonhöjd. Även en tunn och fallande vissling kan höras, "tsee-uh".

## Utbredning och systematik
Apelsinsmyg placeras som enda art i släktet Euneornis. Den förekommer enbart i trädklädda höglänta områden på Jamaica.

### Familjetillhörighet
Liksom andra finkliknande tangaror placerades denna art tidigare i familjen Emberizidae. Genetiska studier visar dock att den är en del av tangarorna.

## Levnadssätt
Apelsinsmygen hittas i fuktiga skogsmarker. Där lever den av nektar och frukt.

## Status
Arten har ett litet utbredningsområde, men beståndet anses vara stabilt. IUCN kategoriserar den som livskraftig.

## Bilder

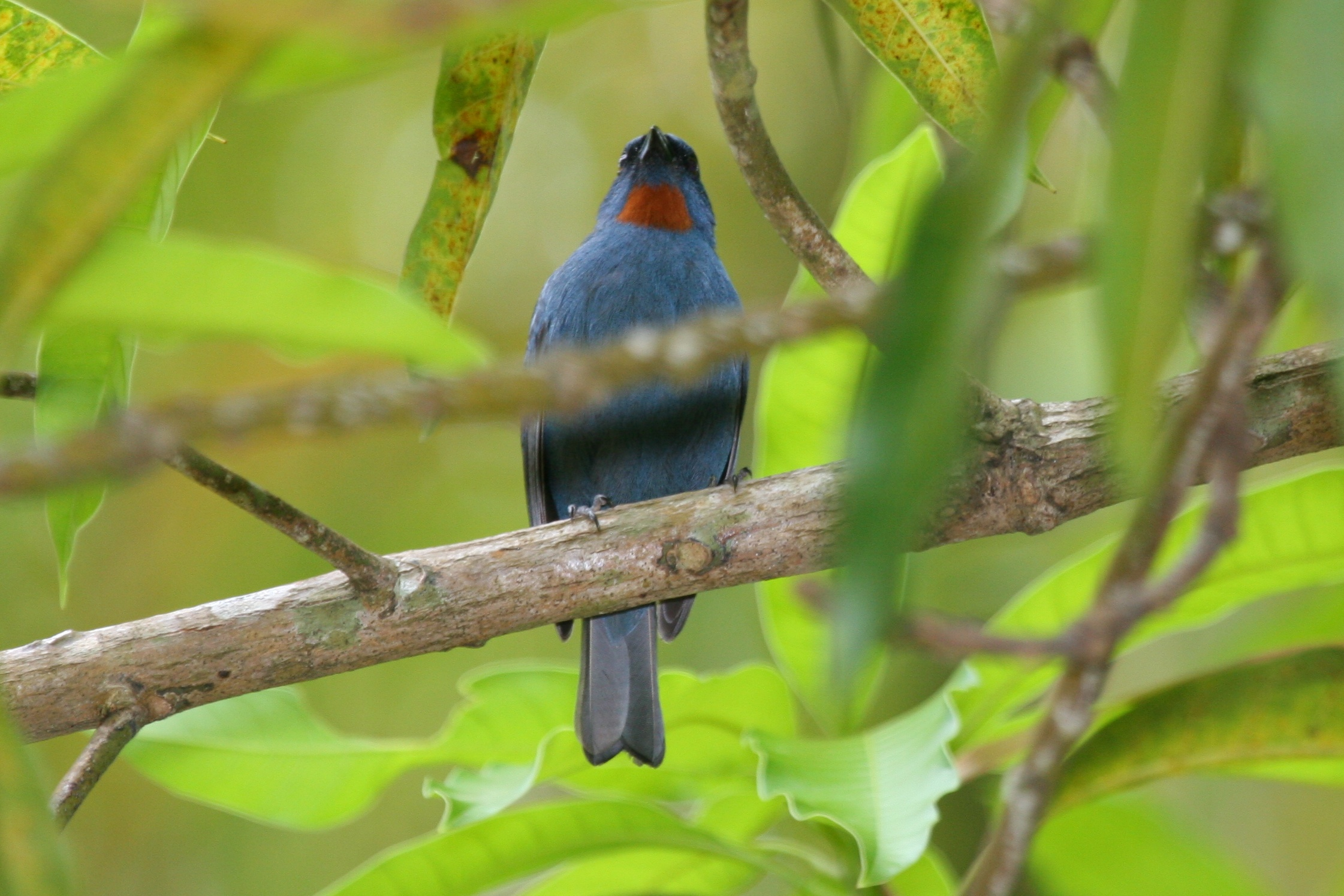
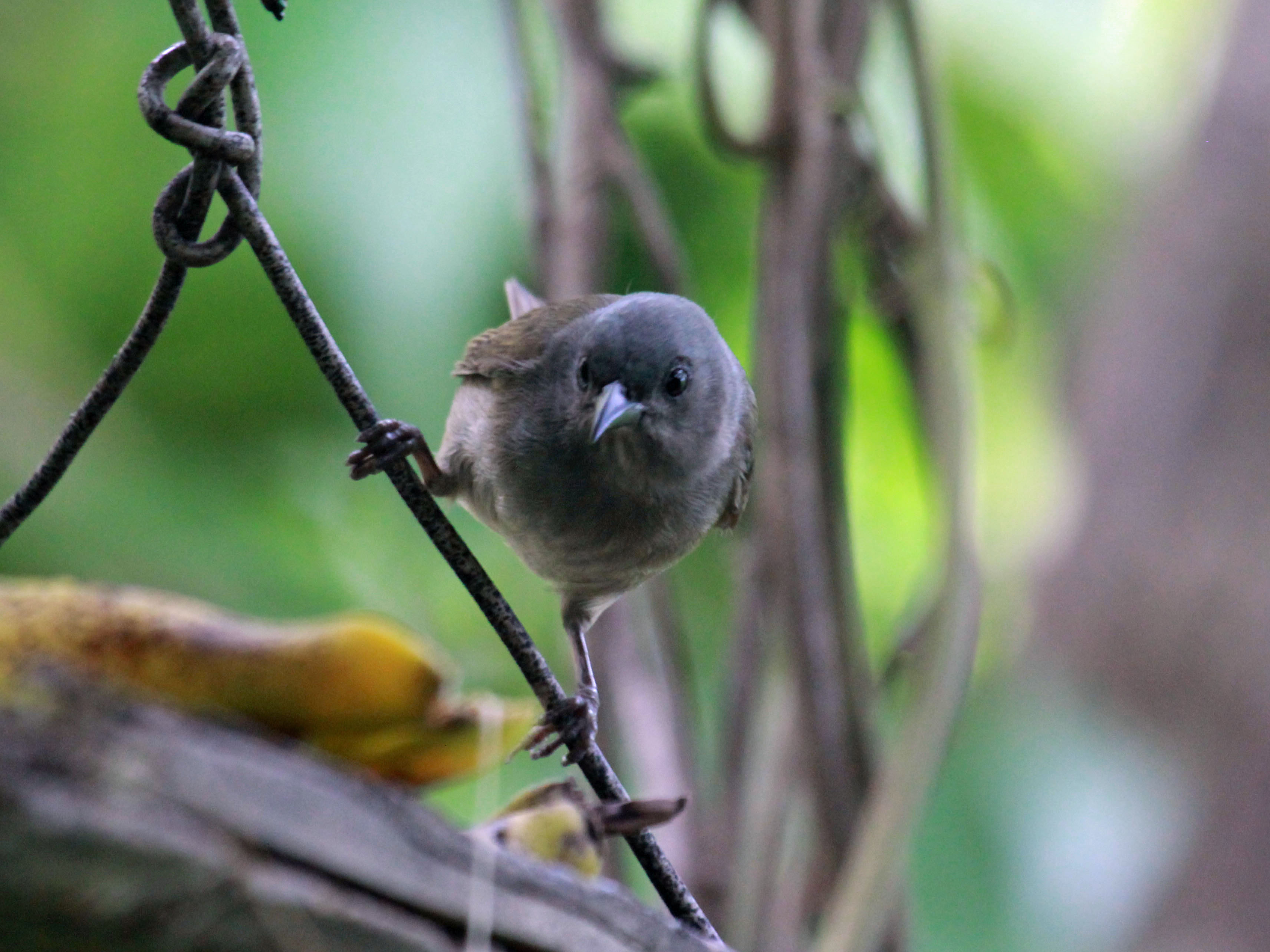
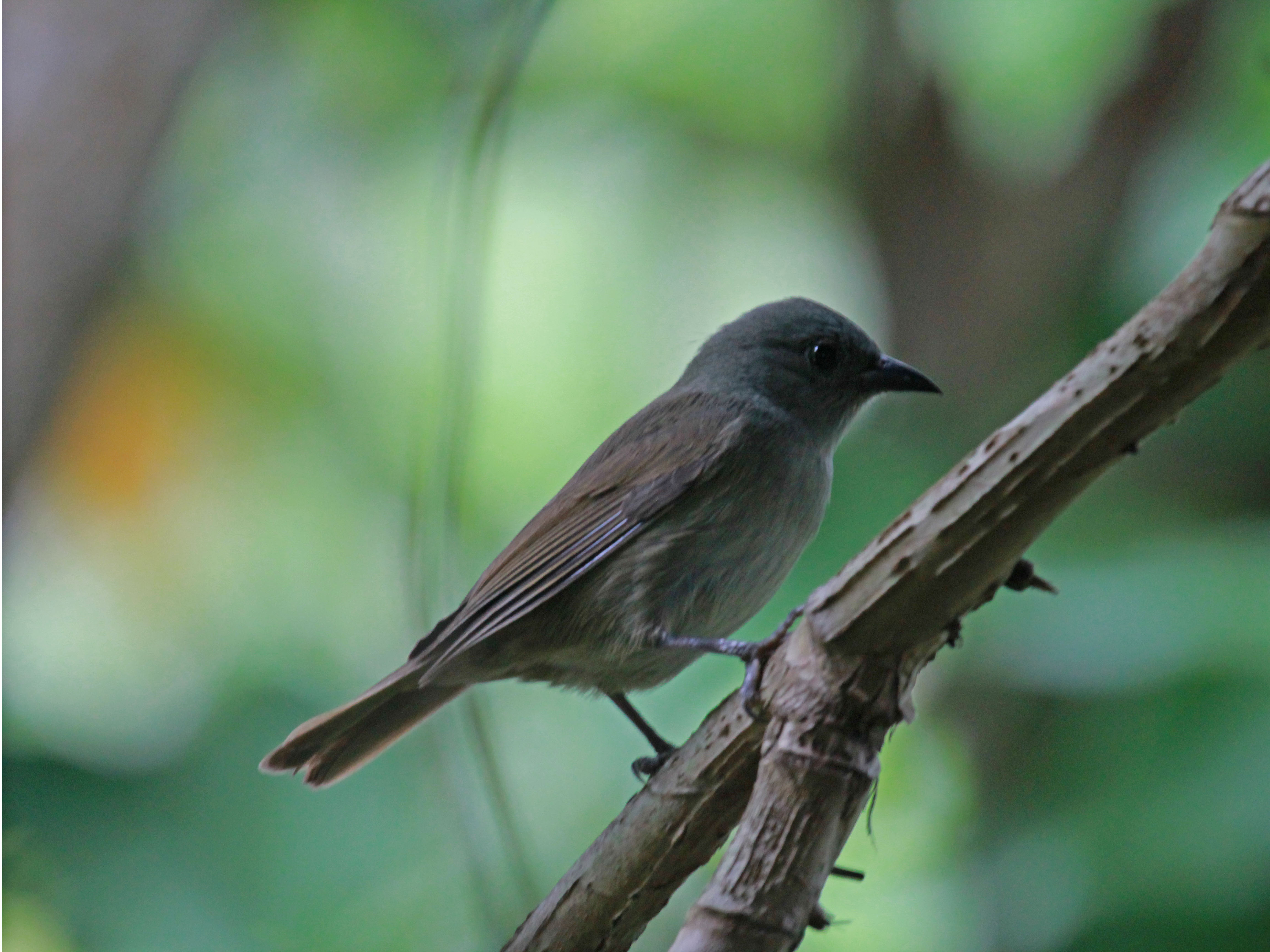
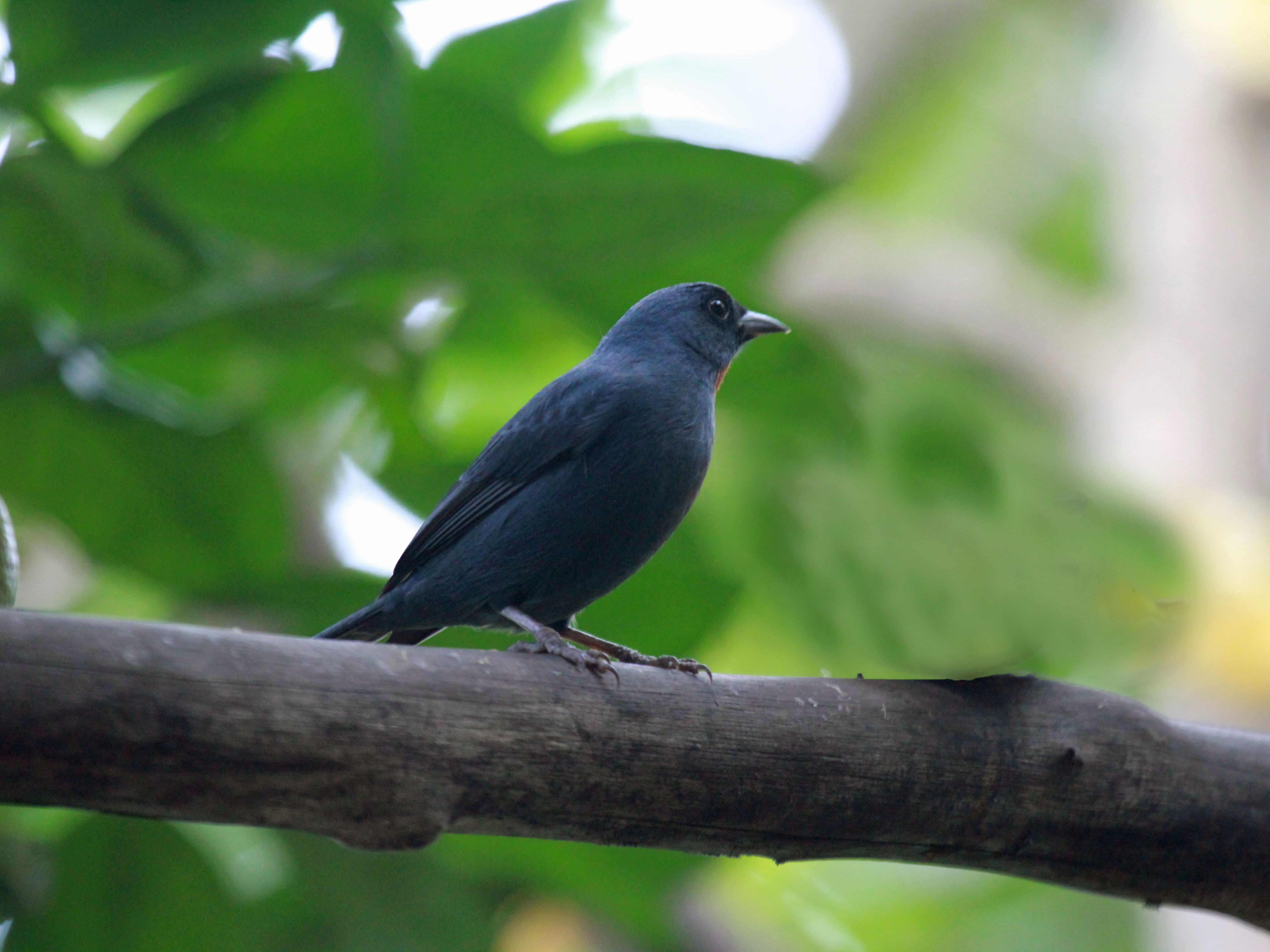